# 劉易斯 (愛荷華州)
劉易斯（英語：Lewis）是一個位於美國愛荷華州卡斯縣的城市。

## 地理
劉易斯的座標為41°18′19″N 95°05′04″W / 41.30528°N 95.08444°W，而該地的平均海拔高度為360米（即1181英尺）。

## 人口
根據2010年美國人口普查的數據，劉易斯的面積為1.29平方千米，當中陸地面積為1.29平方千米，而水域面積為0.00平方千米。當地共有人口433人，而人口密度為每平方千米335人。